# 小孢银耳
小孢银耳（学名：Tremella microspora）是属于银耳目银耳科银耳属的一种真菌，散生于阔叶林中的阔叶树朽木上。该种分布于中国、南非。
其种加词“microspora”意为“小孢的”。